# Auffargis
Auffargis is een gemeente in het Franse departement Yvelines (regio Île-de-France) en telt 1859 inwoners (1999). De plaats maakt deel uit van het arrondissement Rambouillet.

## Geografie
De oppervlakte van Auffargis bedraagt 17,2 km², de bevolkingsdichtheid is 108,1 inwoners per km².
De onderstaande kaart toont de ligging van Auffargis met de belangrijkste infrastructuur en aangrenzende gemeenten.

## Demografie
Onderstaande figuur toont het verloop van het inwonertal (bron: INSEE-tellingen).